# Françoise Arnoul
Françoise Arnoul, nata Françoise Annette Marie Mathilde Gautsch (Costantina, 9 giugno 1931 – Parigi, 20 luglio 2021), è stata un'attrice francese, che divenne popolare, per la sua avvenenza, nel corso degli anni cinquanta del XX secolo.

## Biografia
Nacque in Algeria, allora territorio metropolitano francese, figlia dell'attrice di teatro Janine Henry e del generale di artiglieria Charles Gautsch. Mentre il padre era impegnato in campagne militari in Marocco, il resto della famiglia si trasferì a Parigi nel 1945.
Dopo aver studiato recitazione, venne contattata dal regista Willy Rozier, che le offrì un ruolo da protagonista nel film L'Épave (1949).
Da quel momento interpretò, nel ruolo di protagonista, film di Henri Verneuil, Jean Cocteau e Jean Renoir, lavorando con attori come Jean Gabin e Bourvil.
Con il passar del tempo apparve anche in televisione interpretando serie televisive e film per la TV, anche in ruoli di secondo piano. Nel 1995 pubblicò la sua autobiografia intitolata Animal doué de bonheur.
Morì in ospedale a Parigi dopo una lunga malattia il 20 luglio 2021 all'età di 90 anni.

## Vita privata
Nel 1956, la Arnoul sposò l'agente pubblicitario Georges Cravenne, che aveva conosciuto due anni prima, dal quale si separò nel 1960. Nel 1964, sposò il regista e scrittore francese Bernard Paul, con il quale rimase fino alla morte di quest'ultimo avvenuta nel 1980.

## Filmografia parziale

### Cinema
- Le sedicenni (Rendez-vous de juillet), regia di Jacques Becker (1949) - non accreditata
- Febbre di desiderio (L'Épave), regia di Willy Rozier (1949)
- Nous irons à Paris, regia di Jean Boyer (1950)
- Quai de Grenelle, regia di Emil E. Reinert (1950)
- Mon ami le cambrioleur, regia di Henri Lepage (1950)
- La Rose rouge, regia di Marcello Pagliero (1951)
- La Maison Bonnadieu, regia di Carlo Rim (1951)
- La Plus Belle Fille du monde, regia di Christian Stengel (1951)
- Hanno ucciso un fuorilegge (Mammy), regia di Jean Stelli (1951)
- Il desiderio e l'amore (Le Désir et l'amour), regia di Henri Decoin e Luis María Delgado (1952)
- La Forêt de l'adieu, regia di Ralph Habib (1952)
- Il frutto proibito (Le Fruit défendu), regia di Henri Verneuil (1952)
- Adieu Paris, regia di Claude Heymann (1952)
- Gli amanti di Toledo (Les amants de Tolède), regia di Henri Decoin e Fernando Palacios (1953)
- Le compagne della notte (Les Compagnes de la nuit), regia di Ralph Habib (1953)
- Il dormitorio delle adolescenti (Dortoir des grandes), regia di Henri Decoin (1953)
- Rabbia in corpo (La Rage au corps), regia di Ralph Habib (1954)
- Delirio, regia di Pierre Billon e Giorgio Capitani (1954)
- Riviera-Express, episodio di Il letto (Secrets d'alcôve), regia di Ralph Habib (1954)
- Il montone a cinque zampe (Le Mouton à cinq pattes), regia di Henri Verneuil (1954)
- Gli amanti del Tago (Les Amants du Tage), regia di Henri Verneuil (1955)
- French Cancan, regia di Jean Renoir (1955)
- Si Paris nous était conté, regia di Sacha Guitry (1956)
- Appuntamento al Km. 424 (Des gens sans importance), regia di Henri Verneuil (1956)
- Miss spogliarello (En effeuillant la marguerite), regia di Marc Allégret (1956) - non accreditata
- Paris, Palace Hôtel, regia di Henri Verneuil (1956)
- Il fantastico Gilbert (Le Pays d'où je viens), regia di Marcel Carné (1956)
- Un colpo da due miliardi (Sait-on jamais...), regia di Roger Vadim (1957)
- Teresa Étienne, regia di Denys de La Patellière (1958)
- Traffico bianco (Cargaison blanche), regia di Georges Lacombe (1958)
- La gatta (La Chatte), regia di Henri Decoin (1958)
- Una notte a Parigi (Asphalte), regia di Hervé Bromberger (1959)
- La Venere tascabile (La Bête à l'affût), regia di Pierre Chenal (1959)
- Furore di vivere (Le Chemin des écoliers), regia di Michel Boisrond (1959)
- La gatta graffia (La Chatte sort ses griffes), regia di Henri Decoin (1960)
- Il testamento di Orfeo (Le Testament d'Orphée), regia di Jean Cocteau (1960)
- Le schiave bianche (Le Bal des espions), regia di Michel Clément e Umberto Scarpelli (1960)
- La morta stagione dell'amore (La Morte Saison des amours), regia di Pierre Kast (1961)
- Episodio: Françoise di Le parigine (Les Parisiennes), regia di Claude Barma (1962)
- Episodio 4: di Le tentazioni quotidiane (Le diable et les dix commandement), regia di Julien Duvivier (1962)
- Antologia sessuale (Vacances portugaises), regia di Pierre Kast (1963)
- Potenti e dannati (À couteaux tirés), regia di Charles Gérard (1964)
- L'amore e la chance (La Chance et l'Amour), regia collettiva (1964) - non accreditata
- Joe mitra (Lucky Jo), regia di Michel Deville (1964)
- Compartiment tueurs (1965)
- Le Dimanche de la vie (1967)
- The Little Theatre of Jean Renoir (1970) (TV)
- Dialogues of Exiles (1975)
- Black-Out (1977)
- Vivere giovane (Violette & François), regia di Jacques Rouffio (1977)
- Ronde de nuit (1984)
- Voir l'éléphant (1989)
- Heavy Weather (1996)
- Post coïtum animal triste, regia di Brigitte Roüan (1997)

## Doppiatrici italiane
- Lydia Simoneschi in Delirio
- Fiorella Betti in Furore di vivere
- Flaminia Jandolo in French Cancan
- Rita Savagnone in Le tentazioni quotidiane